# René Barthe
 (février 2023).
Pour les articles homonymes, voir Barthe.
René Barthe, né le 22 novembre 1893 à Paris et mort le 28 avril 1957 dans cette même ville, est un médecin et entomologiste français. Il fut l'un des pionniers de la médecine du travail en France.

## Biographie
René Barthe, né à Paris le 22 novembre 1893, est fils de médecin. Il est poussé par son père à embrasser la carrière médicale alors que lui-même souhaitait devenir ingénieur des Eaux et Forêts.	
Il commence ses études de médecine à Toulouse, puis intègre la Faculté de Médecine de Paris. En 1913, il sort major de l’Externat des Hôpitaux de Paris. Il exerce alors à l’Hôpital Maison Dubois, dans le service du Professeur Langlois. Ce dernier, particulièrement sensible aux pathologies professionnelles, représenta la France au premier congrès des maladies du travail en 1906. Son expérience aura une grande influence sur la carrière de René Barthe.
René prépare le concours de l’Internat lorsqu’éclate la Première Guerre mondiale. Pendant toute la durée du conflit, ses compétences médicales sont remarquées et il est régulièrement promu pour finir Aide-Major en Équipe Chirurgicale à l’Ambulance Chirurgicale no 5.
Une fois démobilisé, René Barthe retourne à ses études de médecine.
Le 15 mars 1921, il soutient sa thèse et obtient donc le titre de Docteur en Médecine. Le lendemain-même, il reçoit la Croix de Guerre et est fait Chevalier de la Légion d’honneur en qualité de Médecin-Aide-Major de 1re Classe, avec la citation suivante : « Médecin doué des plus belles qualités de courage et de dévouement. Belle attitude au feu. Deux blessures, deux citations ».
Après une brève expérience de la médecine libérale, René Barthe souhaite intégrer une collectivité pour être médecin d’usine comme il fut médecin de bataillon. Il devient, à l’âge de 28 ans, médecin à la Société d’Éclairage, de Chauffage et de Force Motrice de Gennevilliers.
Au sein de son usine, René Barthe met en place l’un des tout premiers services de médecine du travail. Au-delà de l’activité initiale des examens d’embauche et des soins quotidiens (accidents du travail, maladie…), il développe un réel service médico-social qui va devenir un modèle pour toutes les réalisations futures. Il y développe le principe de médecine préventive.
De 1923 à 1930, il redéfinit la fonction de médecin d’usine en l’articulant autour de 6 points :
- Pratique des soins d’urgence et des consultations
- Sélection et orientation des ouvriers à l’embauche
- Organisation de l’hygiène industrielle
- Collaboration avec les comités de sécurité et les services de prévention des accidents et des maladies professionnelles.
- Conseil en organisation scientifique du travail
- Recherche scientifique dans les domaines propres à l’industrie où travaille le médecin

La notoriété de René Barthe va croissant et de nombreuses personnes font le déplacement pour voir son travail et écouter ses conseils.
René Barthe est le premier à mettre en place un dossier médical d’usine, à le mettre au centre du fonctionnement du service et à le théoriser (une partie orientée vers les aptitudes de l’ouvrier et consultable par l’employeur et une partie strictement médicale, réservée au médecin).
Il s’attache également à montrer l’importance de l’association du médecin avec l’ingénieur et avec l’assistante sociale.
Les années 1930 voient la reconnaissance de son œuvre. Il participe à de nombreux colloques et intègre un grand nombre de sociétés.
Le 27 mars 1935, René Barthe devient le trésorier de la Société Médicale des Hygiénistes du Travail et de l’Industrie. Il fait |partie également du Bureau de Rédaction du bulletin de cette société.
Le 1er juillet 1936, il obtient le certificat du cours pratique de physiologie du travail, d’hygiène industrielle et d’orientation professionnelle.
Six mois plus tard, en janvier 1937, il est élu membre correspondant national de la Société de Médecine Légale de France.
Les honneurs se poursuivent et, le 6 juillet 1937, René Barthe est promu Officier de la Légion d’Honneur, en qualité de « Docteur en Médecine à Gennevilliers ».
Il intègre ensuite le comité de rédaction de la revue « Le Médecin d’Usine ». Il obtient le 16 juin 1939 le diplôme d’Hygiène de la Faculté de Médecine de Paris. À cette date, il possède la totalité des diplômes relatifs à la pathologie du travail.
En 1940, le ministère du travail initie un texte de loi instituant la médecine du travail. Ce texte, connu sous le nom de « Recommandation de 1940 » reprend la totalité des dispositions préconisées par René Barthe et mises en place dans son usine de Gennevilliers. Ce texte est une étape essentielle de l’histoire de la médecine du travail en France.
Arrivé au pouvoir, le gouvernement de Vichy poursuit cette initiative et met en œuvre une réflexion importante sur la mise en place de la Médecine du Travail. René Barthe fait partie des spécialistes chargés de la question. Cette réflexion aboutira en 1941 à la création de l’Inspection Médicale du Travail et, en 1942, à l’obligation de création de services médicaux et sociaux dans les établissements industriels et commerciaux visés par l’article 65 du livre II du Code du Travail.
Le Comité Permanent de Médecine du Travail est alors institué. Directement rattaché au ministère du travail, il est présidé par René Barthe. Ce dernier intègre également la Fondation pour l’Étude des Problèmes Humains (qui deviendra après la guerre, l’Institut National des Études Démographique), présidée alors par Alexis Carrel, prix Nobel de médecine 1912.
Durant cette période, René Barthe enseigne à l’Institut d’Hygiène Industrielle et de Médecine du Travail, ainsi qu’au Centre de Perfectionnement Technique.
Durant toute la guerre, René Barthe réalise un très grand nombre de publications techniques et sociales, ainsi que trois ouvrages : 
- 1943 : valeurs de la vie (Mission commune de l’Ingénieur, du médecin d’usine et de la conseillère sociale du travail). La seconde édition de cet ouvrage, en 1945, sera récompensée par le Prix de l’Académie de Médecine et par le Prix Fournier
- 1944 : la Médecine du Travail, paru aux Presses Universitaires de France, dans la collection Que Sais-je ?
- 1945 : le jeu des anges. Écrit après la mort de son fils ainé Jean-Louis (survenue dans un accident d’avion le 8 décembre 1944), il s’agit d’une œuvre de recueillement dans laquelle René Barthe évoque les souvenirs de ses promenades entomologiques en France.

Dans l’immédiat après-guerre, René Barthe est critiqué pour ne pas s’être éloigné suffisamment du gouvernement du Maréchal Pétain. Très affecté par ces critiques, l’homme qui avait jugé que la tâche à accomplir était plus importante que le contexte dans lequel elle s’accomplissait (il avait l’habitude de dire qu’ « il est des fleurs particulières qui fleurissent en hiver ») quitte temporairement le devant de la scène. S’il est tout de même consulté, il n’est pas associé à la rédaction de la loi de 1946 sur la médecine du travail. Jusqu’en 1948, ses publications seront très rares.
En 1948, à la création d’EDF-GDF, René Barthe intègre le Service Médical de la nouvelle entreprise publique. Dirigé par le Médecin Général Peloquin, René Barthe prend la tête du département gazier, tandis que le Dr François prend en charge le département électrique.
Ces trois hommes vont s’unir pour créer parallèlement le Comité Médical dont les nombreuses études scientifiques seront reconnues internationalement.
Un an plus tard, en 1949, René Barthe et plusieurs autres spécialistes trouvent que l’élan donnée par les lois des années 1940 commence à s’estomper. Ils décident ensemble de créer l’Association de Médecine du Travail afin de donner un nouveau souffle à leur discipline. René Barthe en prend la vice-présidence.
Le 23 juin 1950, René Barthe est fait Commandeur de la Légion d’Honneur, en qualité de « Médecin-Inspecteur en Chef à EDF-GDF ».
Lorsque Peloquin prend sa retraite en 1951, René Barthe est choisi pour devenir le nouveau président du Comité Médical. Deux ans plus tard, il devient Médecin Chef du Service Général de Médecine du Travail, puis est choisi par le Bureau International du Travail, en 1954, comme représentant de la France à la réunion du 11e Comité Mixte O.M.S. – O.I.T.
Sur l’insistance de ses collaborateurs, René Barthe rédige, en 1955 une « Histoire de la Médecine du Travail française, de 1915 à 1940 » dans laquelle il ne cite pas une seule fois son nom. « Peu importe, mes amis le savent » disait-il à ceux qui s’en étonnaient.
Le 28 avril 1957, René Barthe meurt à l’Institut Prophylactique de Paris. Il est inhumé quelques jours plus tard dans le caveau familial à La Bastide de Sérou.
Dans les jours et les mois qui suivent, les hommages sont nombreux, que ce soit par la voix du Président du Conseil Supérieur de la Médecine du Travail ou dans les lignes du Concours Médical, du Bureau International du Travail, de la Société Entomologique de France, de Sud-Ouest, ou encore de la Dépêche du Midi.
Le Comité du Souvenir du Dr René Barthe est créé le 4 février 1958. Il se fixe pour but de perpétuer la mémoire de l’homme et de son travail en récompensant notamment les études faisant avancer la médecine du travail et l’hygiène industrielle. Ce comité délivrera à cet effet le Prix International de la Médecine du Travail René Barthe. Une plaque commémorative de son œuvre est également apposée à l’entrée de l’usine GDF de Gennevilliers dans laquelle René Barthe a exercé la totalité de sa carrière.